# Динствайлер
Динствайлер (нем. Dienstweiler) — община в Германии, в земле Рейнланд-Пфальц. 
Входит в состав района Биркенфельд. Подчиняется управлению Биркенфельд.  Население составляет 305 человек (на 31 декабря 2010 года). Занимает площадь 6,69 км².